# Dubowa (obwód wołyński)
Dubowa (ukr. Дубове) – wieś na Ukrainie w rejonie kowelskim obwodu wołyńskiego.
Znajduje tu się przystanek kolejowy Dubowa, położony na linii Kowel – Kamień Koszyrski.

## Historia
Wieś królewska położona była w połowie XVII wieku w starostwie niegrodowym kowelskim w województwie wołyńskim.
Pod koniec XIX w. według Słownika geograficznego Królestwa Polskiego i innych krajów słowiańskich: wieś w powiecie kowelskim, w gminie Dubowa, leżąca tuż pod Kowelem, należała do starostwa kowelskiego.